# الضحاكي (البيضاء)

تعديل مصدري - تعديل

الضحاكي هي إحدى قرى عزلة الضحاكي بمديرية البيضاء التابعة لمحافظة البيضاء، بلغ تعداد سكانها 2370 نسمة حسب تعداد اليمن لعام 2004.